# 多汝龙赞
结多日隆赞（藏語：ཏོ་རི་ལུང་བཙན，威利转写：To ri long btsan，?—?），又译为多汝龙赞，《吐蕃王朝世系明鉴正法源流史》作号甲多热弄赞。按照藏族的传统他是吐蕃王朝第24任赞普，吐蕃王朝早期所谓下赞五王之首。他废除与龙族和神结婚，改与臣民结婚。